# Assinatura da Constituição de 1891
Assinatura da Constituição de 1891 ou é uma pintura de Eliseu Visconti. A sua data de criação é 1926. Encontra-se em exposição no Palácio Tiradentes.

## Descrição

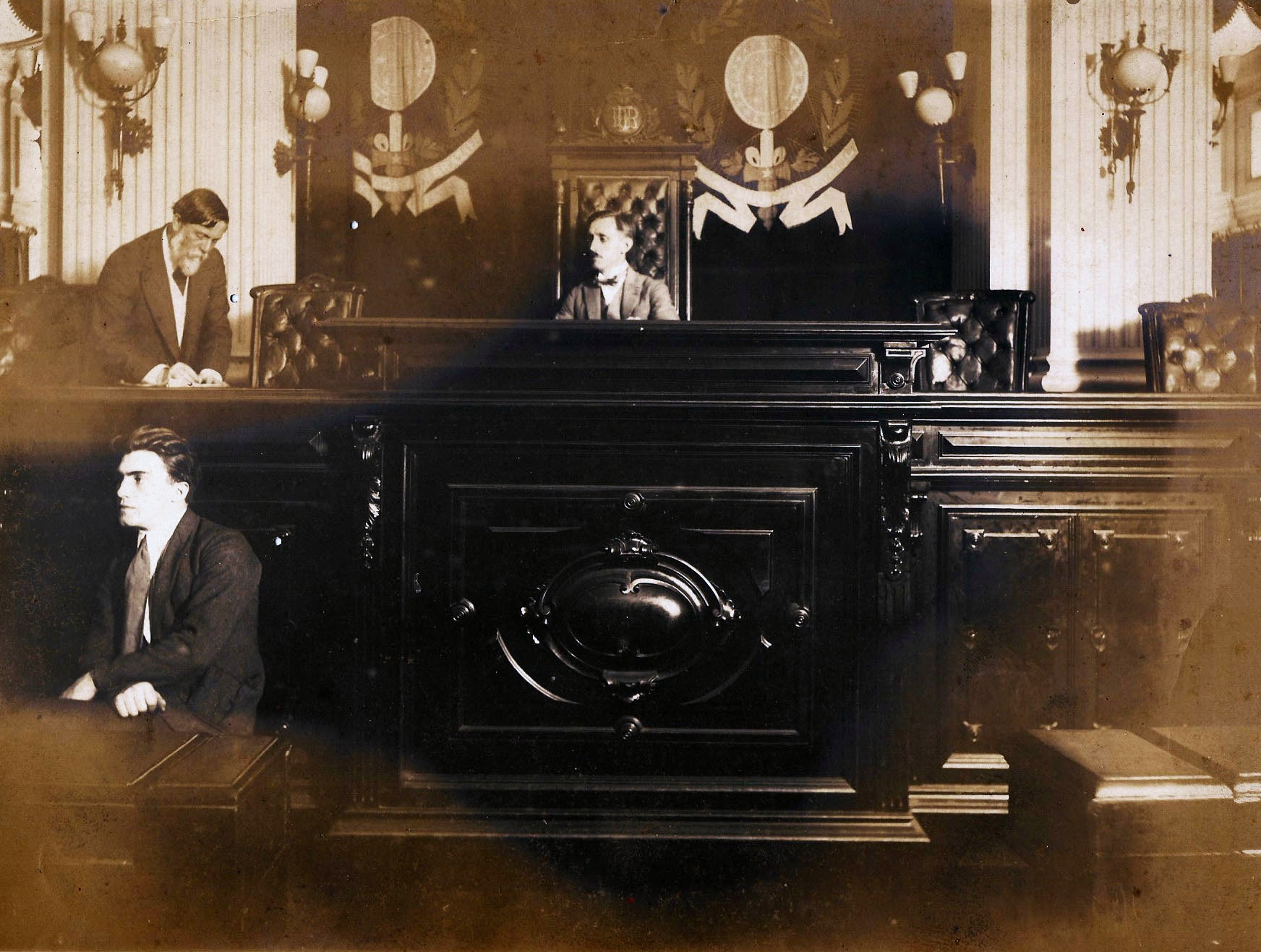
Eliseu Visconti assina contrato para "Assinatura da Constituição de 1891"

A obra foi produzida com tinta a óleo. Suas medidas são: 430 centímetros de altura e 570 centímetros de largura.
São retratados os 63 constituintes, num semicírculo, rodeando a mesa diretora do Congresso. Diferentemente dos esboços, coloridos, os tons predominantes são castanhos, sóbrios. O quadro representa o contexto da assinatura da Constituição brasileira de 1891.
No Palácio Tiradentes, é dado destaque à pintura, que se situa logo acima da mesa diretora.

## Contexto
A obra foi uma encomenda da Câmara dos Deputados, em 1924. Um primeiro esboço, que retratava a posse de Deodoro da Fonseca, foi rejeitado, sob a alegação que havia mulheres na composição. Um segundo esboço foi produzido por Visconti, agora aprovado pela comissão avaliadora. Nessa obra, aprovada, não há mulheres, o que destoa do estilo de Visconti.
A obra de Visconti faz parte de um projeto de modernização da representação política brasileira, liderado por Arnolfo Azevedo e apoiado por Afonso d'Escragnolle Taunay, diretor do Museu Paulista. O objetivo era selecionar fatos marcantes da história para uma sequência decorativa no Palácio Tiradentes.

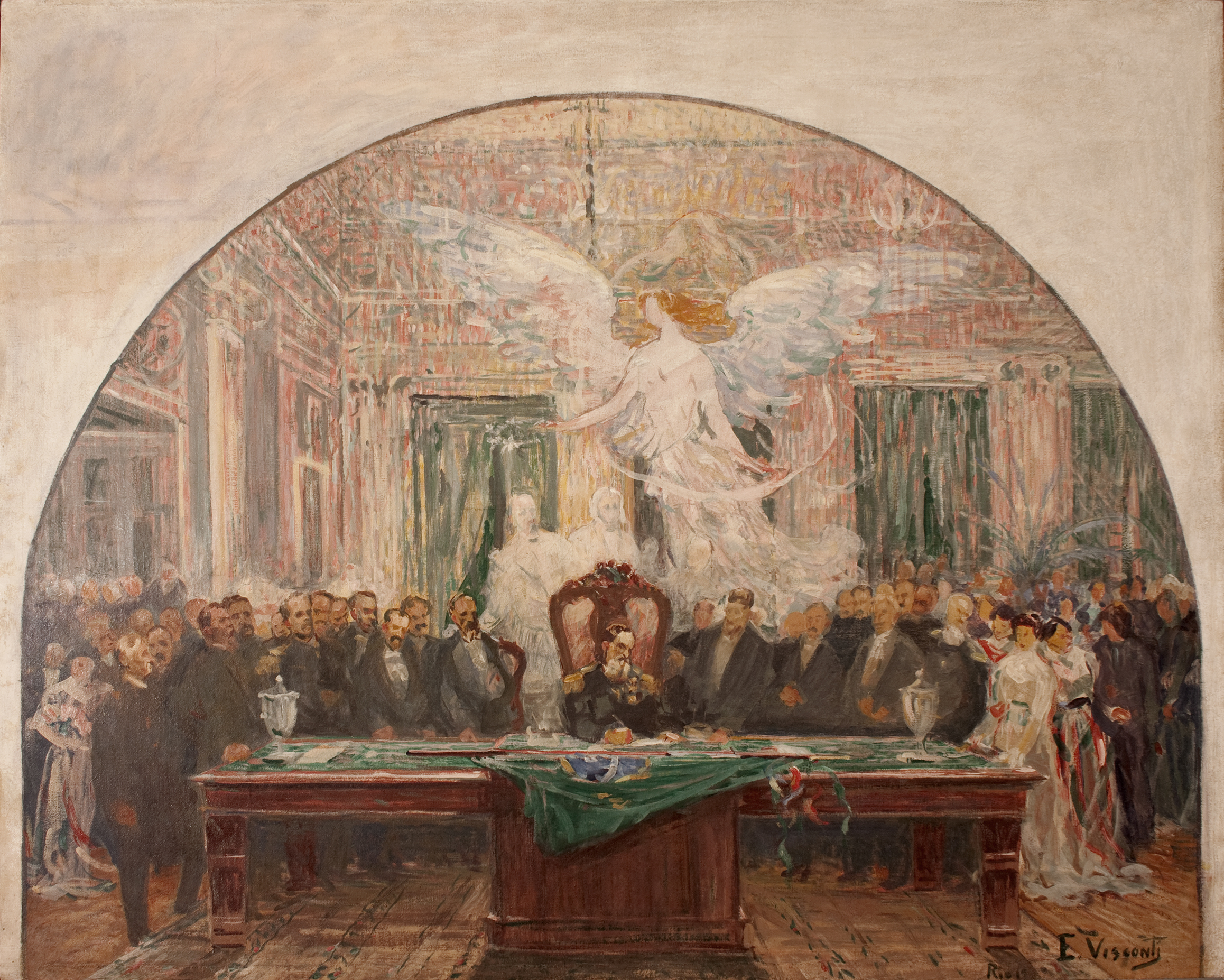
Posse de Deodoro da Fonseca – Primeiro estudo para o Palácio Tiradentes
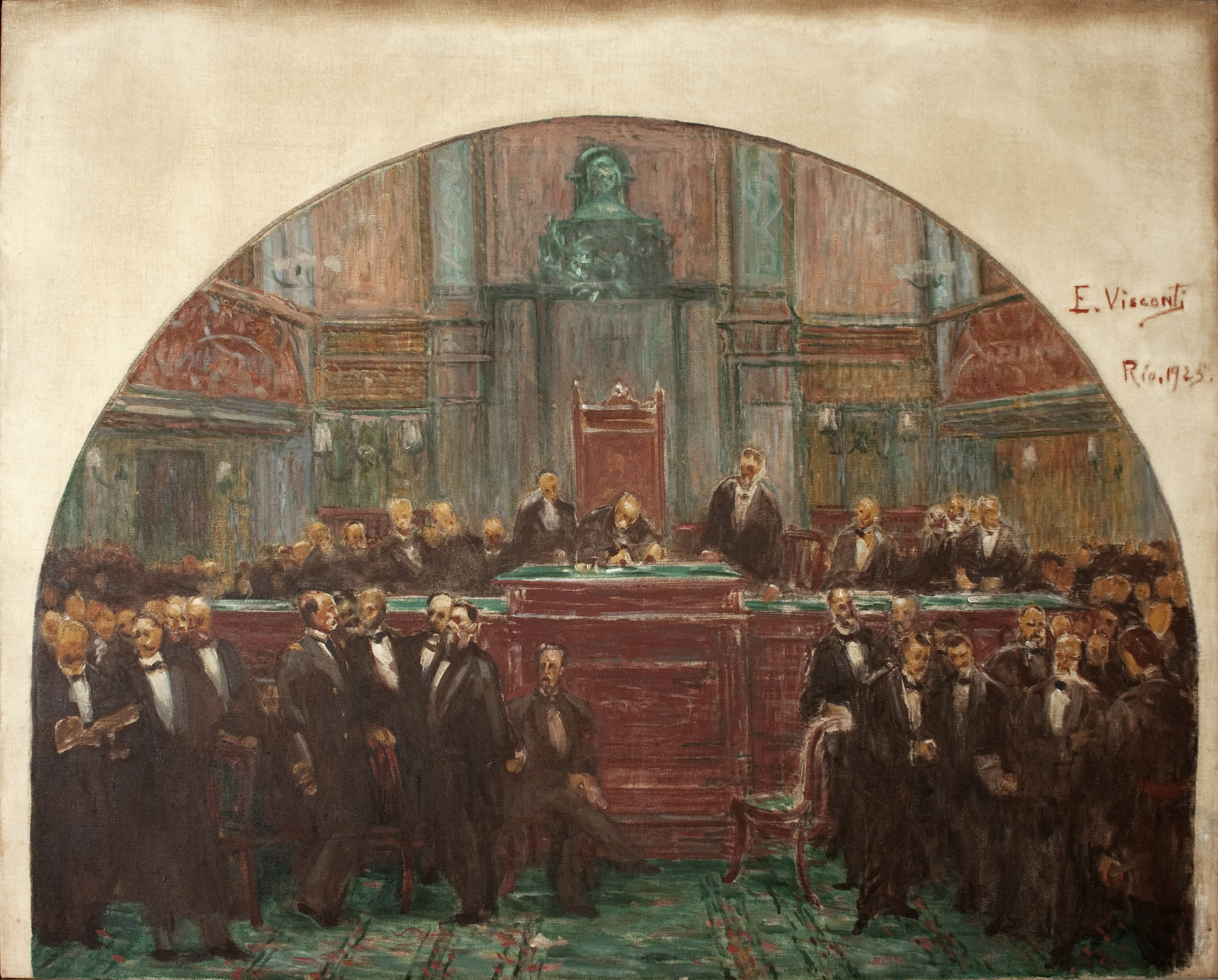
Assinatura da Constituição de 1891 – Segundo estudo para o Palácio Tiradentes
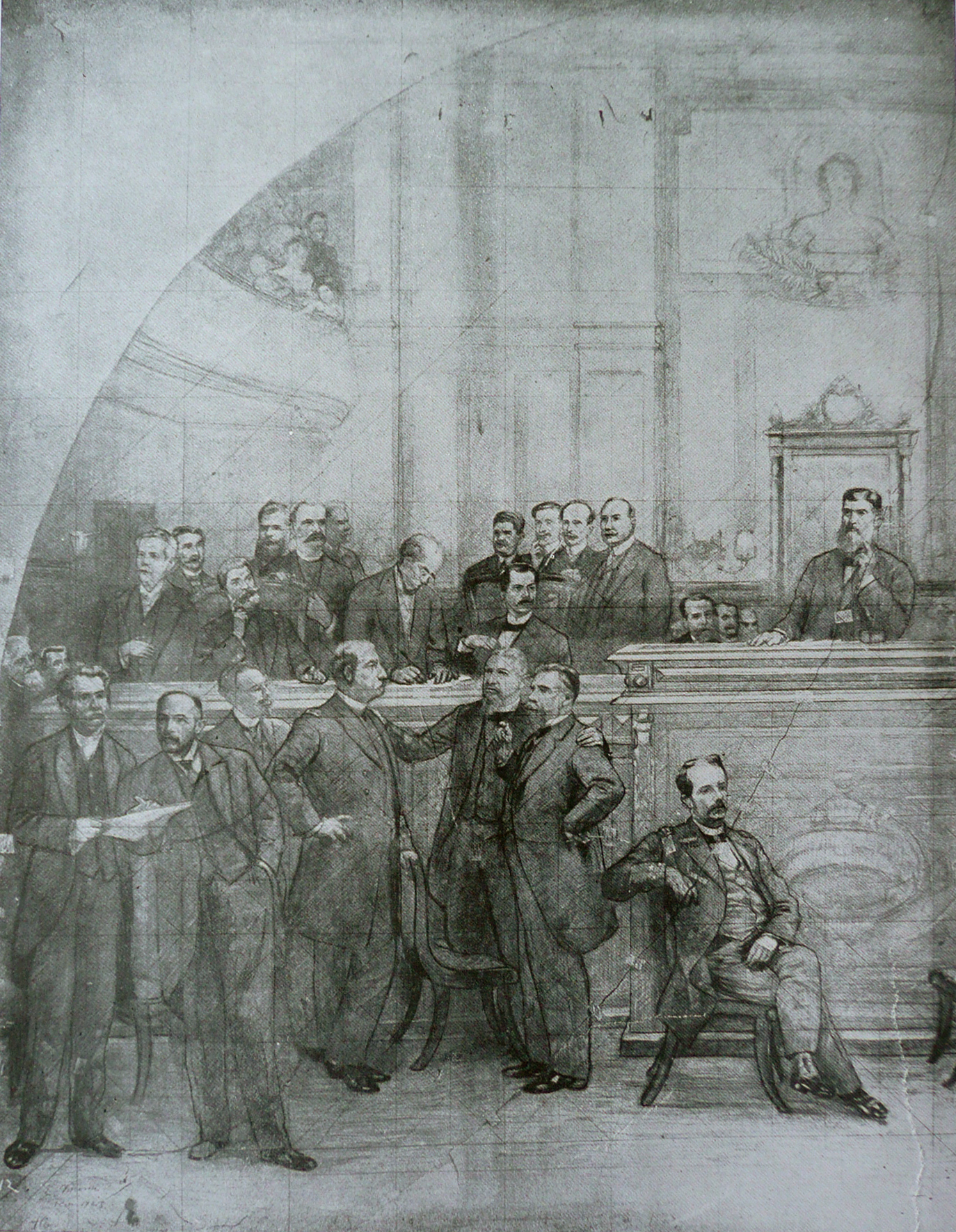
Primeiro cartão de transferência da obra Assinatura da Constituição de 1891
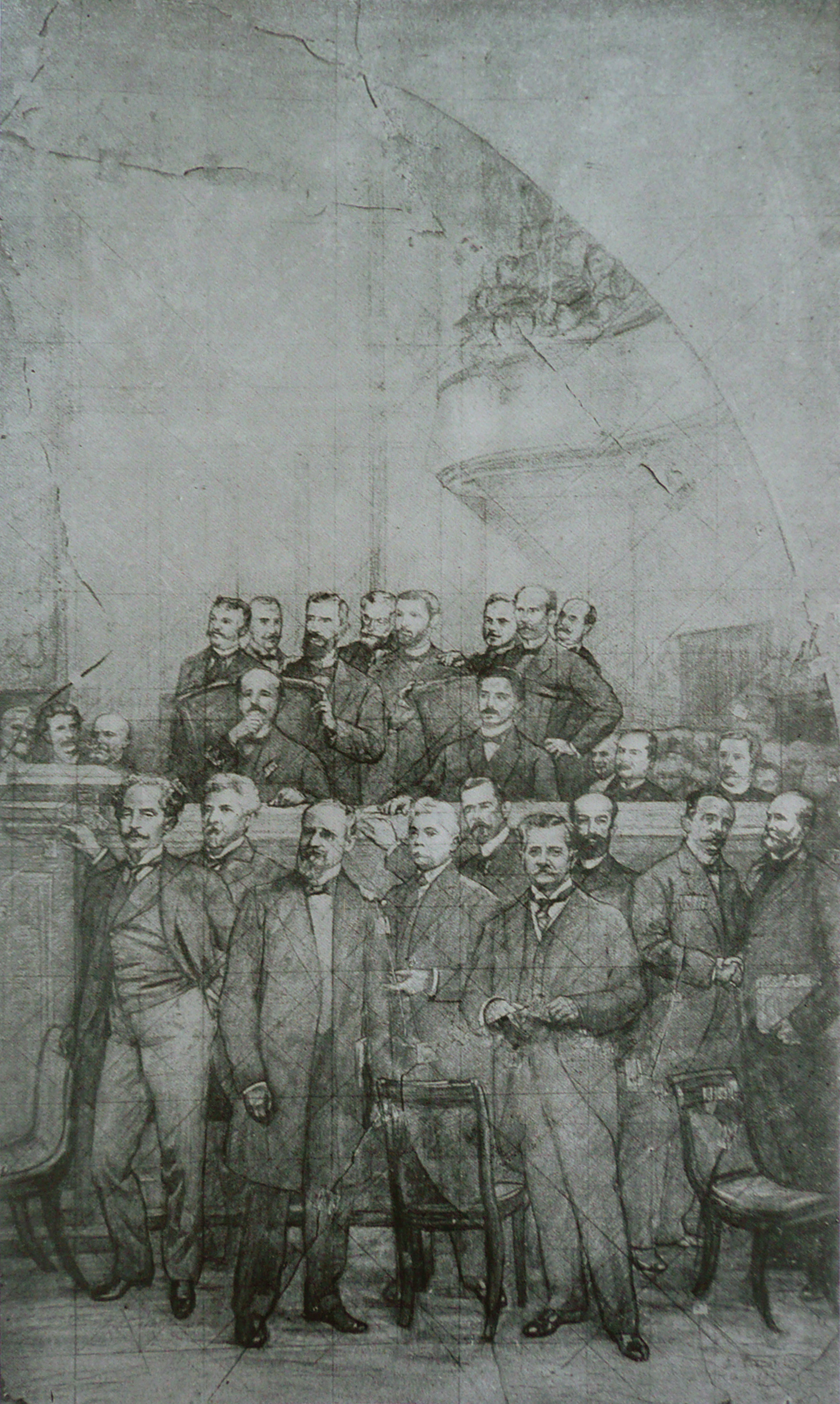
Segundo cartão de transferência da obra Assinatura da Constituição de 1891

## Análise
A obra de Visconti é um documento de um período histórico, a assinatura da carta de 1891, mas é também um retrato coletivo de republicanos ilustres, que confere certa teatralidade à cena. Sobre o quadro foi dito:
| “ | Em certos aspectos, a pintura realizada por Visconti celebra aquele episódio dentro do contexto de uma encomenda pública, havendo certa intenção na construção de um olhar oficial sobre o que foi a cerimônia da assinatura da Constituição de 1891. Porém, os sentidos da obra não se esgotam aí. A representação de um documento legal numa pintura, como é o caso da Constituição de um país, carrega consigo um sentido de esperança que precisa ser analisado dentro da dinâmica do retrato, de suas funções morais associadas ao homem ilustre e do seu contexto político. | ” |